# Lei de Dalton
A lei das pressões parciais (Lei de Dalton) pode ser entendida através do modelo de Dalton para uma mistura ideal, no qual se assume a premissa de que cada um dos componentes de uma dada mistura existe separadamente e independentemente, ocupando todo o volume e estando em equilíbrio térmico com o restante da mistura. Neste modelo o comportamento de um dado componente não é influenciado pela presença dos demais, e assim podemos estudar o  dado elemento separadamente. Uma vez que neste modelo se assume que cada elemento ocupa todo o volume disponível, a pressão total da mistura será composta pela soma das pressões parciais de cada elemento que constitui a mistura.
Pode-se resumir a lei de Dalton na seguinte forma:
"Numa mistura gasosa ideal de n componentes, o comportamento de cada componente é independente dos demais, e cada uma ocupa todo o volume disponível, implicando que a pressão total ({\displaystyle P_{total}}) seja igual à soma das pressões parciais ({\displaystyle p_{i}}) de cada componente".
Para que esse modelo seja válido, o potencial químico entre os  componentes da mistura deve ser desprezível e  deve-se garantir condições de baixa temperatura e pressão (CNTP - Condições Normais de emperatura e Pressão), vale ressaltar que esse modelo corresponde a termodinâmica clássica portanto se relaciona essencialmente a situações de equilíbrio termodinâmico, para mais informações pode-se consultar o livro Fundamentos da Termodinâmica Clássica.